# Praxis gottesdienst
Die Zeitschrift praxis gottesdienst war eine katholische, pastoralliturgische Fachzeitschrift im deutschen Sprachraum, die zwischen 2002 und 2017 im Verlag Herder erschien.

## Konzept
Die Zeitschrift praxis gottesdienst richtete sich vorwiegend an Frauen und Männer, die im Bereich der Liturgie haupt- oder ehrenamtlich tätig sind. Gedacht wurde hierbei vor allem an Ministranten, Lektoren, Kommunionhelfer, Leiter von Wort-Gottes-Feiern und Andachten, Mesner, Kirchenmusiker sowie Mitarbeiter in liturgischen Ausschüssen und Vorbereitungskreisen.
Die Beiträge umfassten meist am Kirchenjahr ausgerichtete Gottesdienstmodelle und Materialvorschläge, Tipps und Literaturbesprechungen sowie liturgiekundliche Informationen. Feste Rubriken waren „Ich meine“, „Praxis Wissen“, „Praxis Tipp“, „Frage - Antwort“, „Einführungen zu den Schriftlesungen“, „Nicht vergessen“ sowie „Letzter Tipp“. Auf dem Cover wurde jeden Monat ein thematisch passendes Foto abgedruckt.
Als Redaktionsbeirat fungierten zuletzt Weihbischof Jörg Michael Peters, Hubert Lenz und Martin Conrad.

## Geschichte
Die stetige Vergrößerung der pastoralen Räume in den deutschen Diözesen und die damit einhergehende verstärkte Einbeziehung von Ehrenamtlichen in den liturgischen Dienst vor Ort veranlassten die Liturgischen Institute Deutschlands, Österreichs und der Schweiz, die Redaktion der Zeitschrift Gottesdienst und den Verlag Herder zur Gründung einer Zeitschrift, die der veränderten Situation gerecht werden sollte. Das Konzept verfolgte deshalb von Anfang an zwei Ziele: „Es sollen ganz praktische Hilfen und Tipps zur Vorbereitung und Gestaltung von Gottesdiensten gegeben werden – bis hin zu fertigen Modellen – und es soll anhand des konkreten Materials und im Zusammenhang damit im Laufe der Zeit ein solides Grundwissen über die Liturgie vermittelt werden.“
Im Oktober 2002 erschien die erste Ausgabe von praxis gottesdienst.
Mit der November-Ausgabe 2017 wurde die Zeitschrift als eigenständiges Printmedium eingestellt und ihre Rubriken in die Schwesterzeitschrift Gottesdienst integriert.

## praxis-gottesdienst.net

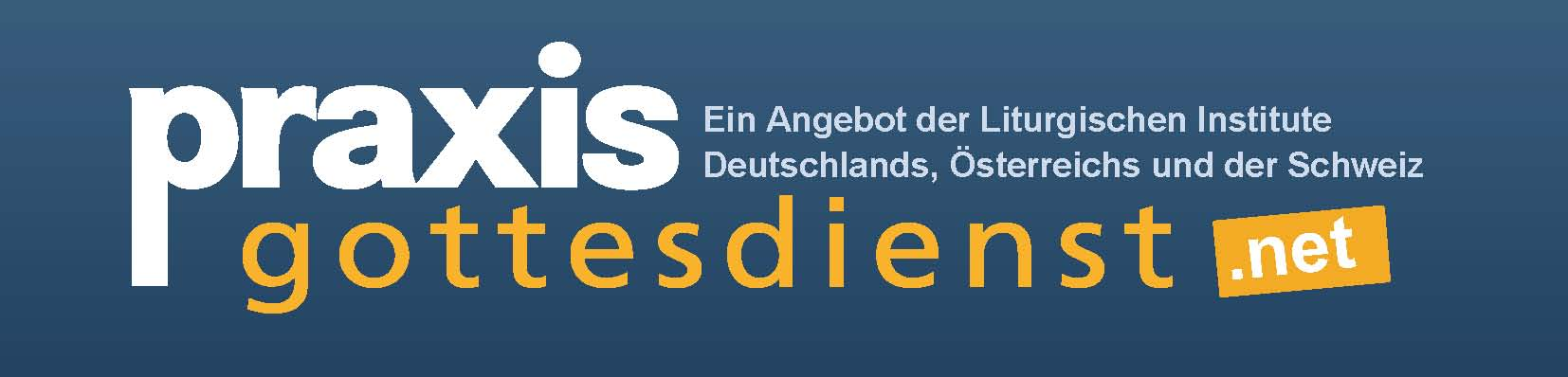
Das Logo des Internetauftritts praxis-gottesdienst.net

Um die Zeitschrift einer größeren Zahl an Lesern zugänglich zu machen, beschlossen Herausgeber, Redaktion und Verlag die Gründung des Internetauftritts, der seit dem 16. November 2011 online ist. Spezielle Filterfunktionen ermöglichen den Usern dort, auf die Beiträge aller bisher erschienen Printausgaben nach praxisbezogenen Suchkriterien zuzugreifen. Nach Einstellung der Zeitschrift wurde das Online-Portal im Dezember 2017 stillgelegt.